# Kaliujne, Lebedîn
Kaliujne (în ucraineană Калюжне) este localitatea de reședință a comunei Kaliujne din raionul Lebedîn, regiunea Sumî, Ucraina.

## Demografie
Componența lingvistică a localității Kaliujne
     Ucraineană (96,47%)
     Rusă (2,94%)
     Alte limbi (0,58%)
Conform recensământului din 2001, majoritatea populației localității Kaliujne era vorbitoare de ucraineană (96,47%), existând în minoritate și vorbitori de rusă (2,94%).